# Верненский мятеж (1920)
Верненский мятеж — вооружённое выступление против Советской власти гарнизона города Верный (ок. 5 тыс. чел.), 12—19 июня 1920 года. Значительная часть гарнизона состояла из местных семиреченских крестьян. Причиной выступления стал приказ командования Туркестанского фронта выступить из города и отправиться в Фергану для борьбы с басмачами. Также в солдатской массе зрело недовольство существующей хлебной монополией. 12 июня отказался подчиняться командованию один из батальонов 26-го полка. Повстанцы заняли крепость и создали  Боевой ревком (во главе с начальником местной милиции Чеусовым Г.), все командиры красноармейских частей были смещены.
Председатель Военного совета 3-й Туркестанской стрелковой дивизии Фурманов Д. А. и начальник дивизии Белов И. П. вступили в переговоры с мятежниками. В результате достигнутого компромисса в состав Временного совета и Семиреченского областного ВРК были включены представители, выбранные бунтующими частями на общем митинге 15 июля. Однако и после этого восставший батальон не подчинился приказу. Фурманов и Белов тайно покинули город и направились в 4-й кавалерийский полк (стоял в 20 км от города); после прибытия последнего 19 июня в Верный повстанцы капитулировали.
Очевидец событий Залогин И. И. (комиссар Семипалатинской группы войск Красной Армии) так описывал суд над участниками восстания:

К моменту нашего прибытия в Верный мятеж фактически был уже подавлен. Вслед за нами из Москвы прибыл и революционный трибунал. Вскоре после этого состоялось совещание, созванное Д. А. Фурмановым, на котором обсуждался вопрос о проведении процесса над восставшими. Местные работники, в том числе и Д. А. Фурманов, настаивали на том, чтобы всех арестованных послать в Москву и в Москве их судить. Они мотивировали это тем, что в семиреченских войсках настроение ещё тревожное, и проведение процесса может осложнить положение в губернии.
Мы категорически выступили против этого предложения, настаивая на том, чтобы процесс проводить в Верном. Сохранение абсолютного порядка и спокойствия мы гарантировали наличием надёжных частей 57-й дивизии и двух особых отрядов. Мы мотивировали это ещё и тем, что, проводя суд над восставшими в Москве, мы тем самым покажем свою слабость. Представители Москвы со мной согласились, и процесс был проведён в городе Верном.

Трибунал вынес решение: руководящую верхушку восстания расстрелять, значительную часть подсудимых приговорить к различным срокам наказания, остальных же освободить и провести среди них разъяснительную работу.— Залогин И. Н. На Туркестанском фронте // Москвичи на фронтах гражданской войны. Воспоминания. — М.: Московский рабочий, 1960. Стр. 419—427